# St.-Stephanus-Kirche (Wittingen)

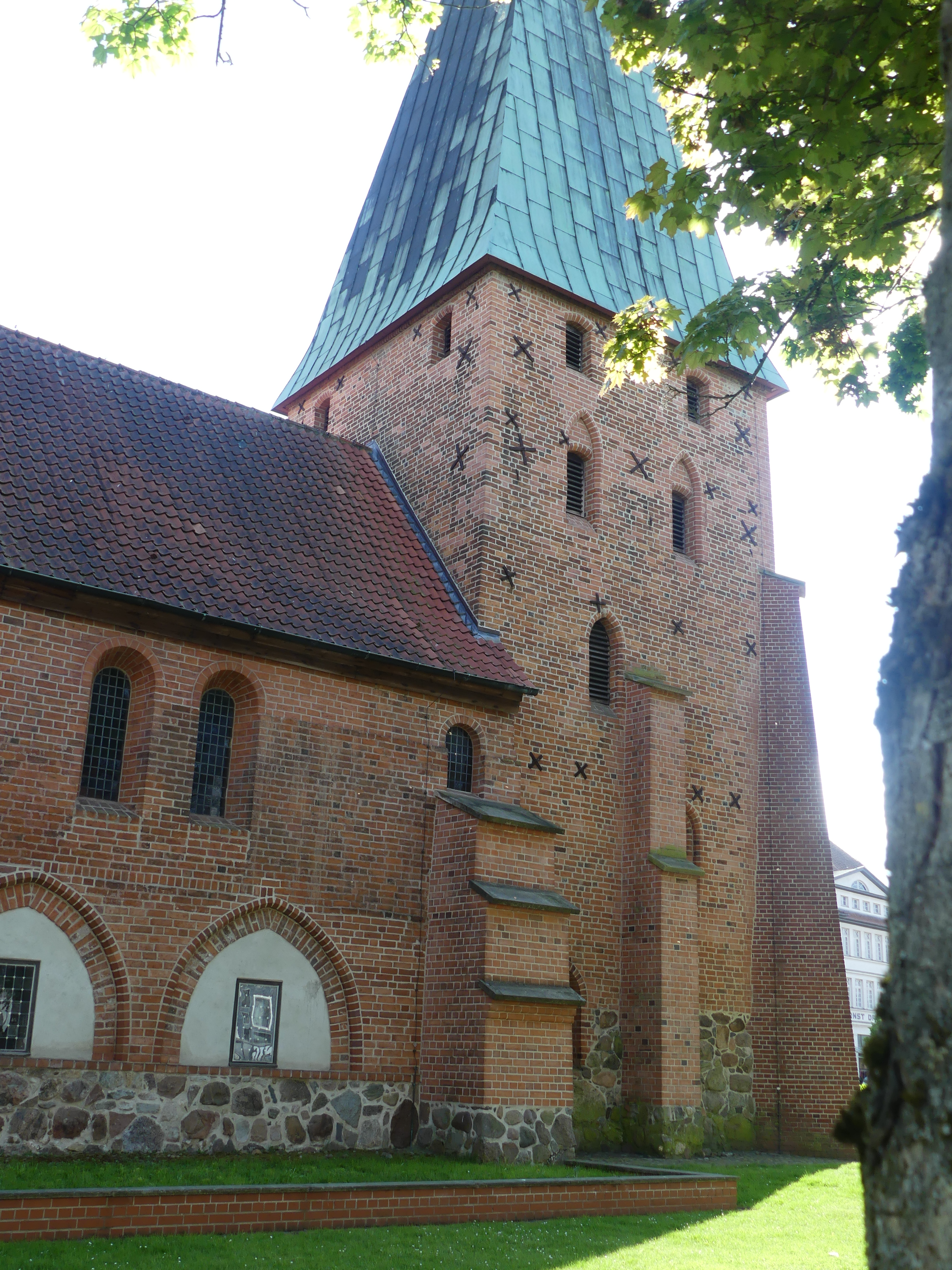
Schiff mit vermauerten Arkaden, Nord- u. Ostseite des Turms überwiegend altes Material

Die St.-Stephanus-Kirche ist die Stadtkirche der evangelisch-lutherischen Landeskirche Hannovers in Wittingen (Niedersachsen).
Ausgrabungen ergaben Grundmauern aus dem 9. Jahrhundert. Das romanische Backsteingebäude wurde um 1250 errichtet. Die ursprünglich dreischiffige Basilika mit Querschiff und Chor (gotisch) verlor jedoch später ihre Seitenschiffe. Die Kirche besitzt einen kräftigen Westturm (gotisch) mit hohem Helm. 1962/63 fand eine grundlegende Restaurierung statt, beider große Teile der Außenhaut ausgetauscht wurden, mit originalgetreuem Ziegelformat, aber am Turm nicht mit originalgetreuem Mauerverband.

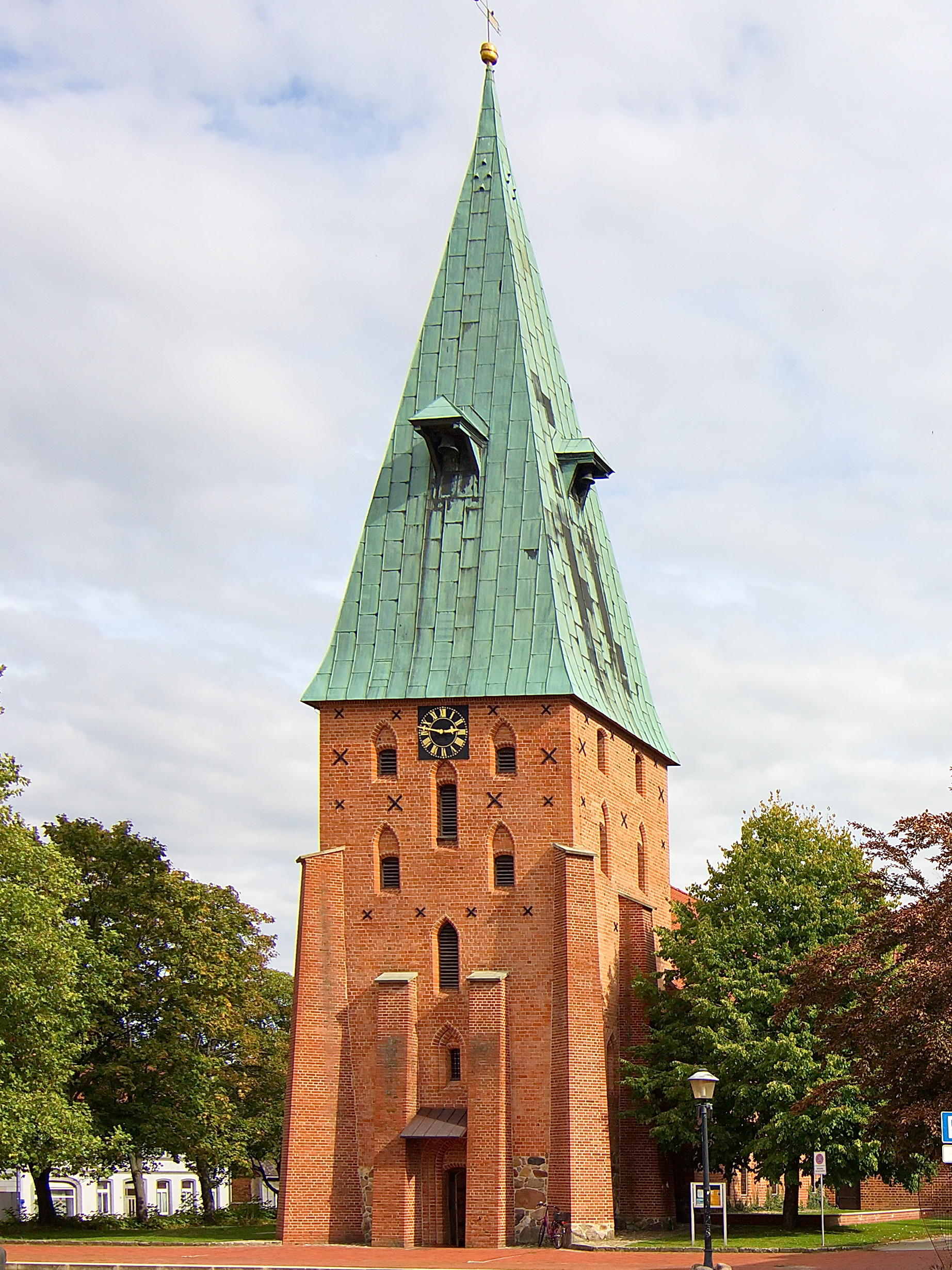
Turm mit neuem Backstein in neuzeitlichem Mauerverband

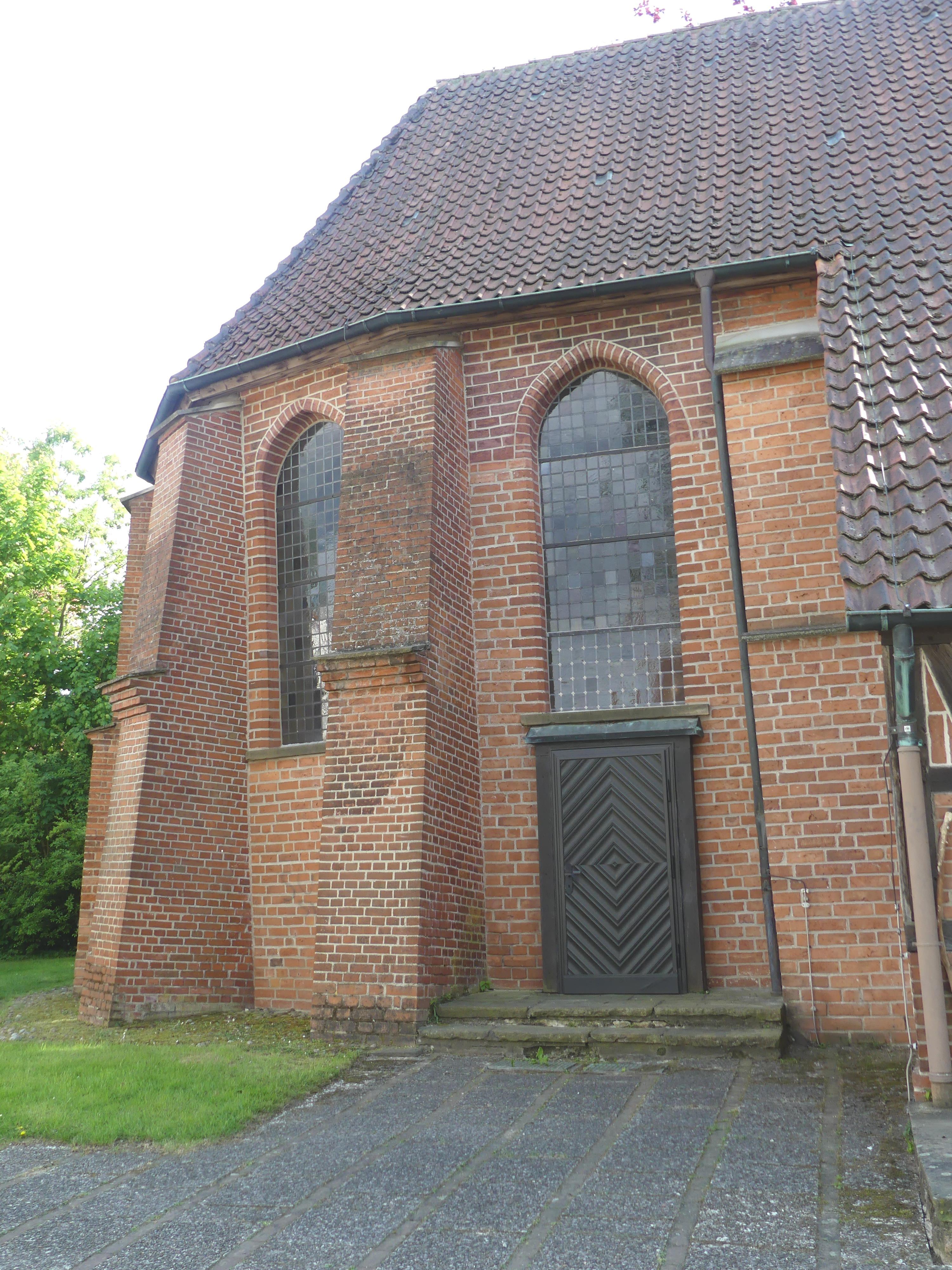
Chor von  Norden
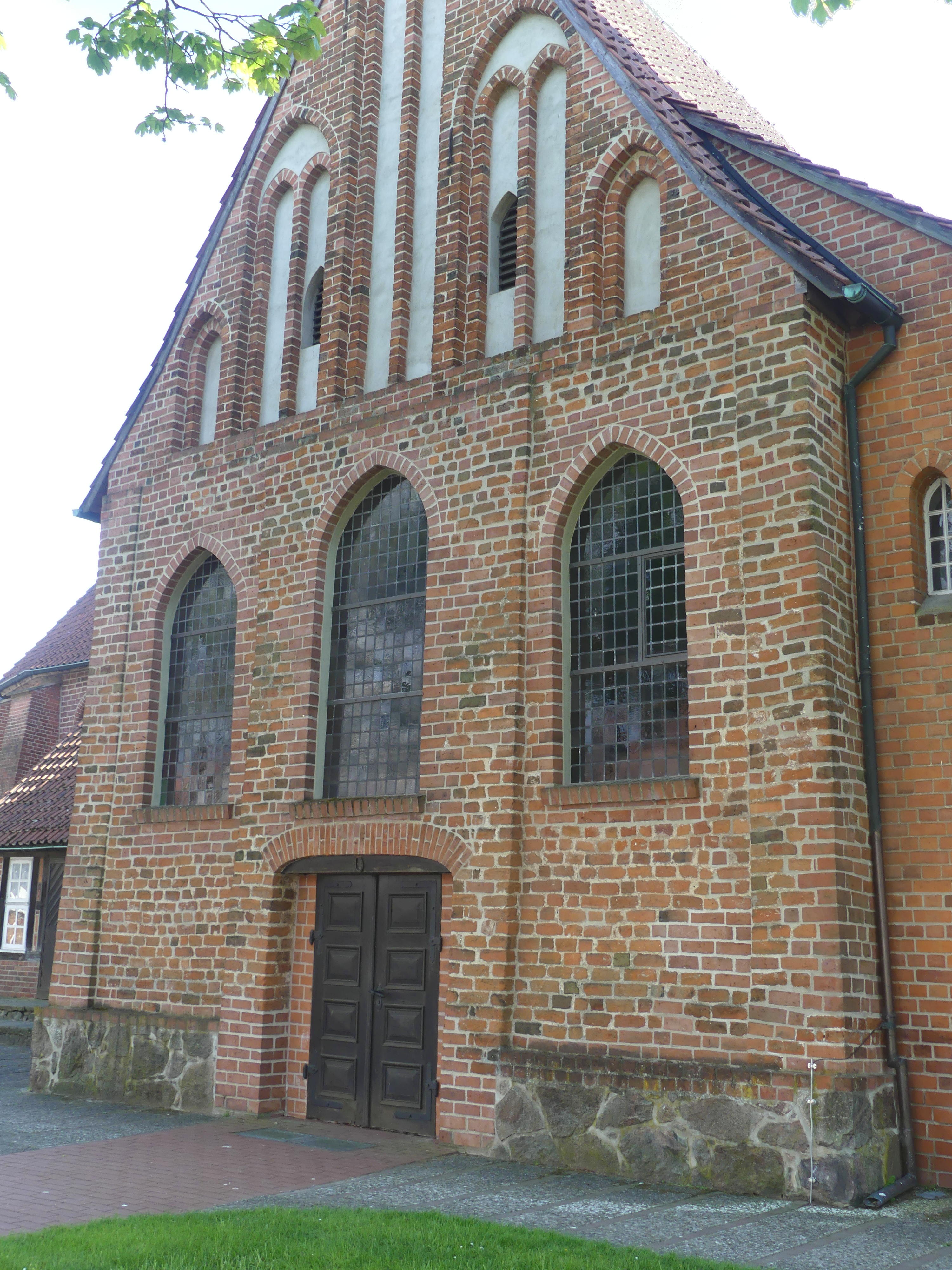
Nordquerhaus, Blendengiebel alt, unterhalb erneuert
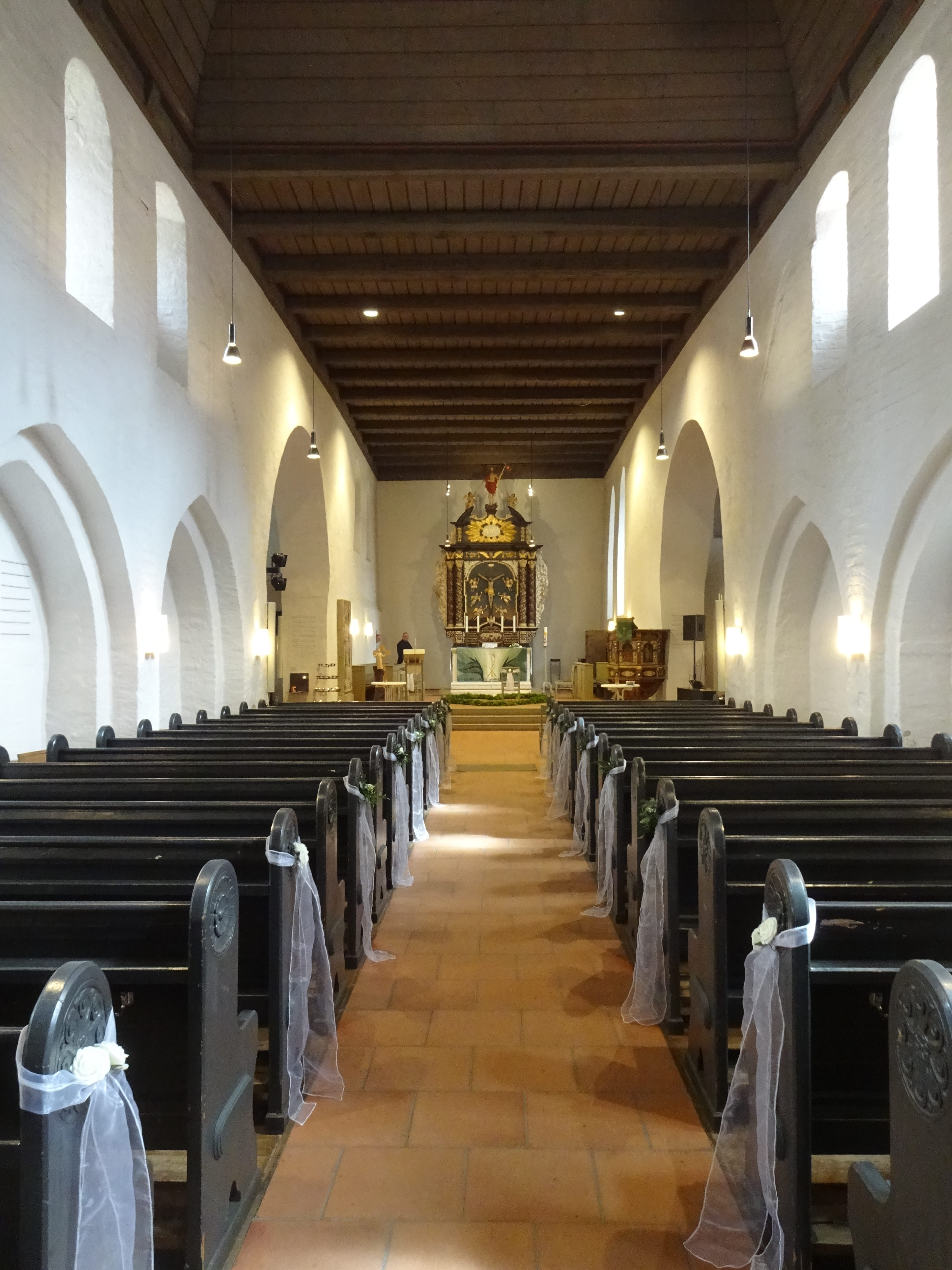
Mittelschiff mit vermauerten Arkaden

1806 wurde die von Johann Wilhelm Gloger erbaute Orgel der Paulinerkirche (Göttingen) übernommen.  1912 wurde sie ersetzt. Im Zuge einer Überarbeitung wurde 1995 der Prospekt aus dem 18. Jahrhundert von Alexander Schuke Potsdam Orgelbau wiederhergestellt.
Von 1847 bis 1853 war der Kirchenlieddichter Philipp Spitta Superintendent in Wittingen.